# خورخي مارتين دي سان بابلو
خورخي مارتين دي سان بابلو (بالإسبانية: Jorge Martín de San Pablo)‏ هو لاعب كرة قدم إسباني في مركز الدفاع، ولد في 24 نوفمبر 1975 في طليطلة في إسبانيا. لعب مع نادي ديبورتيفو طليطلة ونادي غوادالاخارا.

## وصلات خارجية
- خورخي مارتين دي سان بابلو على موقع قاعدة بيانات كرة القدم.إي يو (الإنجليزية)
- خورخي مارتين دي سان بابلو على موقع Soccerway.com (الإنجليزية)